# Aleksandrów (powiat radomszczański)
Aleksandrów – wieś w Polsce położona w województwie łódzkim, w powiecie radomszczańskim, w gminie Kamieńsk.
W latach 1975–1998 miejscowość należała administracyjnie do województwa piotrkowskiego.